# Stanley Leleito
Stanley Leleito (15 juni 1984) is een Keniaanse atleet, die is gespecialiseerd in de marathon.

## Loopbaan
In 2004 werd Leleito vijfde op de marathon van Athene. In 2005 won hij de marathon van Zürich in een persoonlijk record van 2:10.16. In 2006 behaalde hij vierde plaatsen op de marathon van Wenen en de marathon van Amsterdam.

## Persoonlijk record
| Onderdeel | Prestatie | Datum        | Plaats |
| --------- | --------- | ------------ | ------ |
| marathon  | 2:10.17   | 3 april 2005 | Zürich |

## Palmares

### 3000 m
- 2003:  Zylewicz Memorial in Gdansk - 8.10,03

### halve marathon
- 2004:  halve marathon van San Bartolomeo in Bosco - 1:04.22
- 2006: 5e halve marathon van Nice - 1:03.07

### marathon
- 2004: 5e marathon van Athene - 2:17.32
- 2005:  marathon van Zürich - 2:10.16
- 2005: 21e marathon van Berlijn - 2:20.16
- 2006:  marathon van Mumbai - 2:12.47
- 2006: 4e marathon van Wenen - 2:12.49
- 2006: 4e marathon van Amsterdam - 2:11.17
- 2007: 4e marathon van Mumbai - 2:14.22
- 2008:  marathon van Zürich - 2:13.40
- 2009: 8e marathon van Tiberias - 2:14.23
- 2009: 56e marathon van Peking - 2:27.05
- 2010:  marathon van Zürich - 2:11.36
- 2010: 27e marathon van Frankfurt - 2:17.22
- 2011: 9e marathon van Zürich - 2:20.03
- 2011: 12e marathon van Singapore - 2:26.29